# Ku. Kaliyaperumal
 (avril 2023).
Pulavar Ku. Kaliyaperumal (né le 4 mars 1924 et décédé le 16 mai 2007) est un militant social et poète tamoul. Il a consacré sa vie à la lutte pour la justice sociale, la libération de classe, l'abolition des castes, la lutte pour les agriculteurs, le soutien à la libération de l'Eelam, la protection de la langue, ainsi qu'à la lutte armée pour la libération ethnique.
Kaliyaperumal a commencé sa carrière en tant qu'enseignant, mais il a rapidement pris conscience de l'injustice sociale et de la pauvreté dans laquelle vivaient les gens de sa communauté. Il a donc décidé de se joindre à la lutte pour la justice sociale et a commencé à travailler avec des militants sociaux locaux pour améliorer les conditions de vie des agriculteurs et des travailleurs. Au fil du temps, Kaliyaperumal est devenu de plus en plus radicalisé, adoptant une approche plus militante de la lutte pour la justice. Il a rejoint le mouvement Naxalite, qui était actif dans les années 1960 et 1970 et prônait la révolution armée pour renverser le gouvernement indien. Il a également soutenu la lutte pour l'indépendance de l'Eelam, la région tamoule du Sri Lanka, où une guerre civile faisait rage.
Kaliyaperumal était également un poète prolifique et bien connu, qui a utilisé la poésie pour transmettre des messages de justice sociale et pour sensibiliser les gens aux questions de l'injustice et de la discrimination. Il a écrit sur des sujets tels que la lutte pour l'indépendance, la protection de la langue, la révolution et la libération de classe. Au cours de sa vie, Kaliyaperumal a été arrêté à plusieurs reprises pour ses activités militantes et a passé plusieurs années en prison. Malgré les risques personnels qu'il a encourus, il a continué à lutter pour la justice sociale et la libération de classe tout au long de sa vie, devenant un symbole de la résistance dans sa communauté et au-delà.

## Biographie

### Naissance et éducation
Il est né en tant que deuxième fils d'Anjalai et de Kunjan Sambara dans une famille quelque peu aisée à Soundra Cholapuram, à côté de Pannadam, dans le district de Cuddalore. Il a fait ses études primaires à Soundra Cholapuram et sa scolarité à Pennadam] Il a étudié dans la classe novice d'un collège dirigé par le Shivanana Balaiya Swamy Mutt à Mylam. Le mouvement d'estime de soi de Periyar a été introduit au cours de cette période. Il avait l'habitude d'apporter des livres et des documents sur l'estime de soi à ses camarades. Puis il a rejoint le Tiruvaiyaru College pour étudier la poésie. La discrimination de caste était plus visible au collège. Il y avait des restrictions telles que ne pas autoriser d'autres étudiants à entrer dans l'auberge où se trouvaient des étudiants paroissiaux. Kaliyaperumal a formé une organisation étudiante appelée Puthulaka Chilpakam pour s'y opposer et a mobilisé les étudiants pour combattre et éradiquer la pauvreté là-bas. Après avoir terminé ses études, il a commencé sa carrière comme enseignant. Le nom de sa femme est Valampal.

### Rencontre avec Charumajumdar
Le mouvement naxalite en Inde est un mouvement de guérilla marxiste-léniniste qui a été lancé en 1967 par Charu Majumdar, un militant communiste indien. Le mouvement a été nommé d'après la ville de Naxalbari dans l'État du Bengale occidental, où une révolte paysanne a eu lieu en 1967. Kaliyaperumal était un militant naxalite et l'un des principaux responsables de l'enracinement du mouvement au Tamil Nadu. Il a invité Charu Majumdar dans la forêt de Mundrik près de Pennadam pour tenir une réunion secrète. Cette réunion a eu lieu dans les années 1960 ou 1970, à une époque où le mouvement naxalite gagnait en force dans différentes parties de l'Inde.
Lors de cette réunion, Charu Majumdar a rencontré des militants naxalites du Tamil Nadu, dont Kaliyaperumal, pour discuter de la stratégie du mouvement et de la manière de l'étendre dans la région. Le Tamil Nadu était une cible privilégiée pour les naxalites en raison de son histoire de lutte contre l'oppression sociale et politique. Kaliyaperumal était un militant déterminé et bien organisé. Il a travaillé sans relâche pour mobiliser les masses et propager les idées du mouvement naxalite dans le Tamil Nadu. Avec l'aide de Charu Majumdar et d'autres dirigeants du mouvement, il a réussi à créer une base solide pour les naxalites dans la région. Cependant, le mouvement naxalite a été confronté à une répression intense de la part du gouvernement indien, qui a utilisé des moyens brutaux pour écraser la rébellion. De nombreux militants ont été arrêtés, emprisonnés ou tués dans des affrontements avec les forces de sécurité. Malgré cela, le mouvement naxalite continue d'exister en Inde, bien qu'il soit devenu plus fragmenté et divisé au fil des ans. Kaliyaperumal et d'autres militants naxalites ont laissé un héritage important dans l'histoire de la lutte pour la justice sociale en Inde.

### Luttes
L'individu en question est un militant social qui a quitté son travail d'enseignant pour se joindre à des camarades et des membres de la communauté pour lutter contre les grands propriétaires terriens dans la région. Ils ont mené des actions pour aider les villageois à obtenir une meilleure récolte et à accéder à des denrées alimentaires de base. En tant qu'enseignant, il a compris l'importance de l'éducation pour le développement social et économique de la communauté. Cependant, il a également compris que l'accès à l'éducation était limité par la pauvreté, l'oppression et l'exploitation des grands propriétaires terriens. Il a donc décidé de mettre ses convictions en action et de rejoindre les luttes locales pour améliorer les conditions de vie de la communauté.
En se rassemblant avec ses camarades et les gens du peuple, il a aidé à organiser des actions collectives pour obtenir une meilleure récolte, en utilisant des méthodes agricoles plus efficaces et en contournant les restrictions imposées par les grands propriétaires terriens. Ils ont également mené des actions pour distribuer des denrées alimentaires de base, telles que des bottes de paddy, directement aux villageois. En plus de ses efforts pour améliorer l'accès à la nourriture et à l'agriculture, il a également mené des manifestations contre les sucreries de la région de Pannadam. Les sucreries étaient des entreprises qui exploitaient les travailleurs locaux et polluaient l'environnement de la région. En menant des manifestations, il a contribué à sensibiliser la communauté aux problèmes sociaux et environnementaux locaux et à encourager la mobilisation collective pour lutter contre l'oppression et l'exploitation.
Dans l'ensemble, son travail en tant que militant social a été motivé par sa conviction profonde que chaque individu a le droit de vivre dans la dignité et la justice. En travaillant avec d'autres pour lutter contre l'oppression et l'exploitation, il a contribué à bâtir une communauté plus solidaire et à améliorer les conditions de vie des villageois locaux.

### Explosion
En 1970, dans le village de Selandracholapuram, trois jeunes hommes nommés Ganesan, Kaniyappan et Churchill ont préparé une bombe pour se défendre contre les forces oppressives du gouvernement. Kaliyaperumal était présent dans la région et a été gravement blessé dans l'explosion de la bombe. Après l'explosion, Kaliyaperumal a enterré les corps des trois jeunes hommes qui sont morts à proximité. Il a ensuite choisi de se cacher, sachant que les autorités pourraient le considérer comme un complice de l'attaque. La violence était monnaie courante dans la région à cette époque, et les militants locaux étaient souvent considérés comme des terroristes par les forces de sécurité. Malgré les risques, Kaliyaperumal a continué à travailler pour améliorer les conditions de vie de la communauté. Il a continué à travailler en tant que militant social et a aidé les villageois à organiser des actions collectives pour lutter contre l'oppression et l'exploitation. Sa détermination et son engagement envers la justice sociale ont inspiré d'autres membres de la communauté à se joindre à la lutte.
Le choix de Kaliyaperumal de se cacher après l'attaque montre les risques auxquels les militants sociaux étaient confrontés à cette époque en Inde. Les militants qui se battaient pour les droits des pauvres et des opprimés étaient souvent criminalisés par les autorités, même s'ils n'avaient pas commis d'actes de violence. Cela montre également la force de caractère et le courage de Kaliyaperumal, qui a choisi de continuer à lutter pour la justice malgré les risques personnels qu'il encourait.

### Peine de mort
En 1971, Kaliyaperumal et ses fils ont été emprisonnés. Le tribunal de Cuddalore a condamné à mort Kaliyaperumal et son fils aîné Valluvan en 1972 dans l'affaire du meurtre de l'espion de la police Ayamperumal, et Ilayaamagan Chola Nambiar, les demi-frères de Kaliyaperumal Masilamani, Rajamanickam et la sœur de l'épouse d'Arumugam Kaliyaperumal, Ananthanayaki, ont été condamnés à la réclusion à perpétuité. Toute sa famille est donc en prison. Plus tard, la Haute Cour de Madras a confirmé la peine à perpétuité pour Valluvan et la même peine pour les autres. De nombreuses personnes se sont battues pour sauver Kaliyaperumal de la peine de mort et ont envoyé une pétition au président de l'Inde. En 1973, le président a commué la peine de mort en réclusion à perpétuité.

### Fin de l'emprisonnement
En 1981, sachant que Kaliyaperumal et sept membres de sa famille languissaient en prison, le journaliste basé à Delhi « Khanshyam Bardesi » est venu rencontrer les militants des droits de l'homme en personne et a formé un groupe et a déposé une plainte devant la Cour suprême et les a tous en liberté conditionnelle de longue durée sans condition en 1983. Plus tard, quelques années plus tard, ils ont été entièrement acquittés sur les instructions du même tribunal. Il a lancé le mouvement Naxal au Tamil Nadu et est devenu plus tard un nationaliste tamoul.

### Disparition
Il est décédé le 16 mai 2007. Son corps a été incinéré à Soundaracholapuram, sa ville natale près de Pannadam, le 22 février 1970 au même endroit où ses camarades Churchill, Ganesan et Kaniyappan ont été tués. Maintenant, l'endroit est connu sous le nom de « Thennancholai Sengalam ».

## Autobiographie
Il a écrit un livre autobiographique sur l'histoire de sa vie intitulé மக்களின்_துணையோடு_மரணத்தை_வென்றேன் (en français : « J'ai vaincu la mort avec le soutien des gens »).